# Trace Armstrong
(en) Statistiques sur pro-football-reference
Raymond Lester "Trace" Armstrong III, né le 5 octobre 1965 à Bethesda, dans le Maryland, est un joueur professionnel américain de football américain de la National Football League (NFL) qui y passe quinze saisons de la fin des années 1980 au début des années 2000. Au niveau universitaire il joue pour les Sun Devils de l'université d'état de l'Arizona et les Gators de l'université de Floride. Sélectionné au premier tour de la draft 1989 de la NFL, il joue professionnellement pour les Bears de Chicago, les Dolphins de Miami et les Raiders d'Oakland. Il a été président de la National Football League Players Association (NFLPA), et il travaille actuellement comme agent sportif.

## Jeunesse
Armstrong naît à Bethesda, dans le Maryland, en 1965. Il fréquente la John Carroll Catholic High School à Birmingham, en Alabama et passe trois ans en tant qu'outside linebacker et defensive end pour les Cavaliers,. Armstrong est sélectionné dans l'équipe All-State lors de son séjour au lycée.

## Carrière universitaire
Armstrong accepte une bourse sportive pour aller à l'université d'État de l'Arizona, à Tempe, en Arizona, où il commence sa carrière universitaire comme defensive tackle pour l'équipe de football américain des Sun Devils. Il a le statut de redshirt en 1984 et,  au cours de son année junior, Armstrong reçoit une mention honorable All-American après avoir réalisé 51 tackles et sept sacks.
Il était prêt pour une saison senior exceptionnelle, mais il y avait un problème majeur, en raison d'une « confusion académique », Armstrong s'est vu refuser sa dernière année d'éligibilité, à moins qu'il ne soit transféré dans une autre école. La NCAA informe Armstrong et Arizona State qu'un appel déposé au nom d'Armstrong pour rester éligible à ASU est rejeté. Les origines de cet appel remontent à l'époque où Armstrong est au lycée John Carroll de Birmingham, en Alabama, où sa moyenne est basée sur une échelle mobile (où certaines classes sont plus fortement pondérées que d'autres). Cependant, il est immédiatement éligible après que la NCAA renonce à sa règle de transfert dans un cas inhabituel de statut académique du lycée qui permet le transfert. Armstrong pourrait choisir une autre université avec quatre ans d'éligibilité et la NCAA annulerait l'exigence d'un an de résidence, ou bien Armstrong pourrait rester à l'ASU avec trois ans d'éligibilité et un appel potentiel pour la quatrième année.
En conséquence, Armstrong est transféré à l'université de Floride à Gainesville, en Floride, et joue sa dernière saison universitaire pour l'équipe de football américain des Gators de l'entraîneur Galen Hall (en) en 1988. Il est sélectionné la première équipe All-SEC et également dans la première équipe All-American en tant que defensive tackle. Il a établi un nouveau record d'une saison pour les Gators en ce qui concerne le nombre de tackles for a loss avec dix-neuf, dont sept sacks. Il termine sa carrière universitaire sur la touche lors de la victoire des Gators 14-10 contre le Fighting Illini de l'Illinois à l'All American Bowl le 29 décembre 1988. Il subit une opération arthroscopique pour réparer son genou gauche deux semaines avant le match du bowl et ne peut pas jouer.
Il obtient une licence d'arts libéraux à l'université de Floride en 1989, puis est revenu pour obtenir une maîtrise en administration des affaires en 2006. Dans le cadre d'un sondage mené par le Gainesville Sun en 2006, il est élu membre de l'équipe du 100e anniversaire des Gators de la Floride en tant que joueur de ligne défensive. Armstrong a également été intronisé au temple de la renommée athlétique de l'université de Floride en tant que Gator Great en 2000,.

## Carrière professionnelle

### Bears de Chicago
Les Bears de Chicago sélectionnent Armstrong au premier tour (12e choix global) de Draft 1989 de la NFL, et il joue pour les Bears pendant six saisons, de 1989 à 1994. Il signe avec les Bears le 18 août 1989.
Lors de la victoire des Bears 47-27 contre les Lions de Détroit le 27 septembre 1989, Armstrong trouve sa place en défense contre les Lions, effectuant cinq tackles en solo, défendant une passe et obtenant son premier sack en carrière en plaquant le quarterback des Lions Bob Gagliano (en). Armstrong termine sa saison rookie avec cinq sacks et est élu dans l'équipe All-Rookie. Ses coéquipiers l'élisent lauréat du prix Brian Piccolo pour « son courage, sa loyauté, son travail d'équipe, son dévouement et son sens de l'humour »,.
La saison suivante, en 1990, Armstrong enregistre dix sacks, la première de cinq saisons où il atteint un nombre à deux chiffres. En septembre 1990, il est élu joueur défensif du mois de la NFC, avec un total de vingt-cinq tackles, cinq sacks, deux fumbles forcés, un récupéré et une passe défendue,.
En 1991, il n'enregistre que 1,5 sack, en partie parce que, bien qu'il soit le defensive end gauche titulaire, il passe au poste de defensive tackle dans la défense nickel (en) des Bears, réduisant ses occasions de « chasseur de passe ». Il doit rejouer à ce poste en 1992, mais le développement d'Alonzo Spellman (en) permet à Armstrong de retourner à son poste d'origine et, en conséquence, son total de sack est de 6,5,.
Le 16 mars 1993, Armstrong signe un nouveau contrat de trois millions de dollars avec les Bears, qui fait de lui l'un des cinq joueurs les mieux payés de l'équipe. En 1993, Armstrong accumule 11,5 sacks et trois fumbles forcés. Il est nommé joueur défensif de la semaine de la NFC pour trois tackles, une fumble forcé, deux récupérés et deux sacks lors d'une victoire contre les Lions de Détroit le jour de Thanksgiving,. Il réalise six plaquages et deux sacks contre les Eagles de Philadelphie le 10 octobre 1993, puis a le meilleur score de sa carrière avec 2,5 sacks contre les Chiefs de Kansas City le 21 novembre 1993.
Pour la saison 1994, sa dernière match à Chicago, il effectue 7,5 sacks. Lors des séries éliminatoires de cette saison, contre les Vikings du Minnesota, le 1er janvier 1995, Armstrong enregistre les deux sacks des Bears lors d'une victoire 35-18, ce qui lui vaut le prix du joueur défensif de la semaine de la NFC.

### Dolphins de Miami
Le 4 avril 1995, les Dolphins de Miami échangent un choix de deuxième et troisième tour de draft pour Armstrong. Le 12 octobre, il signe une prolongation de contrat de cinq ans de 8,9 millions de dollars avec les Dolphins.
En 1996, Armstrong est titulaire de neuf matchs et enregistre douze sacks. Il reste titulaire en 1997 et a repris le rôle de « coureur de passe » en 1998. Lors de la victoire 20-17 des Dolphins sur les Seahawks de Seattle, le dimanche 9 janvier 2000, Armstrong aide une défense qui limite Seattle à 32 yards au total en seconde période. Il enregistre quatre tackles, trois sacks lors du match.
Il est premier de l'AFC dans les sacks de quarterback (16,5) en 2000 tout en enregistrant 7 fumbles forcés, également un record dans sa carrière. Il a également remporté le Pro Bowl pour la seule fois de sa carrière.

### Raiders d'Oakland
Armstrong signe un contrat d'agent libre avec les Raiders d'Oakland en 2001. Les Raiders lui proposent un contrat de six ans d'une valeur d'environ 18,6 millions de dollars, dont un bonus de 5 millions de dollars à la signature.
Armstrong subit une blessure au tendon d'Achille le 30 septembre 2001, ce qui lui a fait manquer les treize derniers matchs de la saison 2001. Pendant la saison 2002, il est titulaire lors de huit matchs en défense droite après que Tony Bryant (en) est blessé, et il commence sept matchs en défense gauche durant la saison 2003.
Armstrong a subi ses propres blessures en 2002 et 2003. En 2002, c'est une blessure à l'aine qui l'a placé sur la liste des blessés de réserve et en 2003, il s'est blessé à l'épaule en novembre, ce qui a mis fin à sa saison 2003 après dix matchs.
Pendant son séjour à Oakland, il a été le vingtième joueur de l'histoire de la NFL à enregistrer 100 sacks en carrière,, et termine sa carrière avec un total de 106, ce qui le classe 16e dans l'histoire de la NFL, à l'époque. Après la saison 2003, il est libéré des Raiders après avoir échoué à un examen médical en raison de plusieurs blessures importantes subies et prend ensuite sa retraite de la NFL.

## NFL Players Association
Lorsqu'il joue dans la NFL, Armstrong est président de la National Football League Players Association (NFLPA) pendant huit ans (1996-2003). En 2009, Armstrong se présente aux élections pour devenir le directeur exécutif à plein temps de la NFLPA, un poste laissé vacant par le décès de Gene Upshaw. Bien qu'il soit considéré comme un favori pour ce poste, il perd l'élection au profit de l'avocat DeMaurice Smith, basé à Washington, D.C..